# ヒンネルク・シェーネマン
ヒンネルク・シェーネマン（Hinnerk Schönemann、1974年11月30日 - ）はドイツの俳優。

## 略歴
1974年11月30日に東ドイツ（当時）のロストックで、共に医師の両親の下に生まれ、東ベルリンで育つ。近しい親族に反体制活動により収監された者もいたが、出国ビザを取得して1988年の初頭に2人の妹とともに家族でハンブルクに移住する。東西ドイツが統一すると、1992年に家族でベルリンに戻る。
ベルリン芸術大学で演技を学んで賞を受けた後、1998年からテレビドラマに出演、2001年に映画デビューする一方、2001年から2003年までハンブルクのタリア劇場の舞台に立つ。
その後はテレビを中心に活動し、様々なテレビドラマに助演で出演して賞を受けるなど、演技が高く評価されている。また、英語が堪能でハリウッド映画などドイツ以外の作品にも出演したことがある。
人気サスペンスドラマシリーズ（日本の2時間ドラマシリーズに相当）に出演しており、2008年から放送されている『Marie Brand』の主人公マリー・ブランドの相棒刑事ユルゲン・ジンメルや、2011年から2014年まで放送された『Finn Zehender』の主人公で元警官の私立探偵フィン・ツェーヘンダー、2014年から放送されている『Nord bei Nordwest』の主人公で元警官の獣医ハウケ・ヤーコプで知られ、インタビューにおいてジンメルよりもハウケの方が実際の自分に近いと語っている。

## 私生活
女優のアンネケ・キム・ザルナウとの交際を公にしていたが、のちに破局。その後は親友になっていると語っている。
2010年に女優のアンネ・ザラ・シェーネマン（旧姓：ハルトゥング）と結婚し、プラウ・アム・ゼーの農場で暮らしていたが、息子デクスターが生まれた2013年頃から別居する。2013年にデザイナーのアンネ・ゴーケと映画の撮影で知り合い、農場で同棲するようになる。2017年3月にアンネ・ザラと正式に離婚する。息子デクスターはシェーネマンが農場で育てている。

## 主な出演作品

### 映画
- 謀議 Conspiracy (2001) ※英米合作のテレビ映画
- ホロコースト -アドルフ・ヒトラーの洗礼- Amen. (2002)
- ゲート・トゥ・ヘヴン Gate to Heaven (2003)
- エアリフト Die Luftbrücke - Nur der Himmel war frei (2005) ※テレビ映画
- 善き人のためのソナタ Das Leben der Anderen (2006)
- わが教え子、ヒトラー Mein Führer - Die wirklich wahrste Wahrheit über Adolf Hitler (2007)
- パイレーツ・オブ・バルティック 12人の呪われた海賊 12 Meter ohne Kopf (2009)
- ヒンデンブルグ 第三帝国の陰謀 Hindenburg (2011) ※テレビ映画
- 戦火の馬 War Horse (2011) ※ハリウッド映画
- ある画家の数奇な運命 Werk ohne Autor (2018)

### テレビドラマ
- Marie Brand (2008- )
- Finn Zehender (2011-2014)
- Nord bei Nordwest (2014- )